# Giaura spinosa
Giaura spinosa är en fjärilsart som beskrevs av Robinson 1975. Giaura spinosa ingår i släktet Giaura och familjen trågspinnare. Inga underarter finns listade i Catalogue of Life.